# Dmitrij Balandin
Dmitrij Balandin, född 4 april 1995 i Almaty, Kazakstan, är en kazakisk simmare.
Vid de olympiska simtävlingarna i Rio de Janeiro 2016 vann han guld på 200 meter bröstsim. Därmed blev han Kazakstans förste olympiska medaljör i simning någonsin. Vid olympiska sommarspelen 2020 i Tokyo tog Balandin sig till semifinal och slutade på 11:e plats på 200 meter bröstsim. Han slutade även på 17:e plats på 100 meter bröstsim och blev utslagen i försöksheatet.